# جيف كلين
جيف كلين (بالإنجليزية: Jeff Clyne)‏ هو عازف قيثارة بريطاني، ولد في 29 يناير 1937 في لندن في المملكة المتحدة، وتوفي في 16 نوفمبر 2009 بسبب نوبة قلبية.

## وصلات خارجية
- جيف كلين على موقع IMDb (الإنجليزية)
- جيف كلين على موقع ميوزك برينز (الإنجليزية)
- جيف كلين على موقع أول ميوزيك (الإنجليزية)
- جيف كلين على موقع ديسكوغز (الإنجليزية)